# Keean Johnson
Keean Manny Johnson (Boulder, 25 de outubro de 1996) é um ator norte-americano. Ele é conhecido por ter desempenhado o papel de Adam Freeman na série de televisão Spooksville, e o papel de Hugo no filme Alita: Anjo de Combate.

## Biografia
Nasceu em 25 de outubro de 1996 em Boulder, Colorado,  é filho de pai britânico e mãe norte-americana. Sua primeira estreia como ator profissional aconteceu aos 11 anos no Denver Center for Performing Arts na peça Plainsong e uma nova paixão nasceu. Foi nessa mesma época que a diretora de elenco Nora Brennan para o musical da Broadway Billy Elliot o escalou para o show que ganhou o Tony de Melhor Musical em 2008.

## Filmografia

### Cinema
| Ano  | Título                         | Personagem         | Notas       |
| ---- | ------------------------------ | ------------------ | ----------- |
| 2012 | Sam Presents                   | Sam Armstrong      | Filme curto |
| 2016 | Heritage Falls                 | Markie Fitzpatrick |             |
| 2019 | Alita: Anjo de Combate         | Hugo               |             |
| 2019 | Low Tide                       | Alan               |             |
| 2019 | We Summon the Darkness         | Mark               |             |
| 2019 | Midway                         | James Murray       |             |
| 2020 | Emperor                        | Rufus Little       |             |
| 2020 | Cut Throat City                | Junior             |             |
| 2021 | The Ultimate Playlist of Noise | Marcus             |             |

### Televisão
| Ano       | Título                  | Personagem                 | Notas                                |
| --------- | ----------------------- | -------------------------- | ------------------------------------ |
| 2013      | Spooksville Freak Files | Adam Freeman               |                                      |
| 2013–2014 | Spooksville             | Adam Freeman               | Elenco principal                     |
| 2014      | Switched at Birth       | Angelo 'A.J.' Sorrento Jr. | Episódio: "Yuletide Fortune Tellers" |
| 2014–2016 | Nashville               | Colt Wheeler               | Elenco recorrente, 22 episódios      |
| 2015      | The Fosters             | Tony                       | Elenco recorrente, 6 episódios       |
| 2016      | Notorious               | Finn                       | Episódio: "Tell Me a Secret"         |
| 2016      | Guidance                | Ozo                        | Elenco principal (2ª temporada)      |
| 2019      | Euphoria                | Daniel                     | Elenco recorrente, 6 episódios       |
| 2022      | Joe Pickett             | Luke Brueggeman            | Episódio: "Episode #2.1"             |
| 2023      | Waco: The Aftermath     | Vernon Howell              |                                      |